# Тарапита (литературная группа)
«Тарапита» (эст. Tarapita) — объединение эстонских литераторов начала 1920-х годов.
Группировка «Тарапита» существовала в 1921—1922 годах и имело значительное влияние на литературной сцене Эстонии. В неё вошли почти все известные молодые авторы того времени. «Тарапита» была названа в честь бога из эстонской мифологии.
Манифест группы был написан Иоганнесом Семпером. Он осуждает пороки капитализма и духовное обнищание. Манифест подписали Альберт Кивикас, Иоганнсес Семпер, Марие Ундерr, Артур Адсон, Йоханнес Барбарус, Фридеберт Туглас, Аугуст Алле, Яан Кярнер и Александр Тасса.
Объединение «Тарапита» было в некотором роде литературным продуктом распада возникшего в 1917 году движения Сиуру. Литераторы группы «Тарапита» позиционировали её как культурно-политическое движение. Она возникла вскоре после обретения Эстонией независимости в 1918 году для усиления роли культуры и литературы в эстонском обществе. В отличие от других течений Эстонской литературы как «Молодая Эстония», у «Трапиты» на первый план выходила позиция против социальной несправедливости. Социальная этика должна была быть основой писательской и коммерческой деятельности. Чувства отступали перед сознательным анализом. Поскольку «Тарапита» было молодёжным движеним, в нём играли свою роль вопросы образования и перспектив на будущее. Консерваторы обвиняли «Тарапиту» в приверженности социалистическим идеям или даже Советскому Союзу .
В 1921 году «Тарапита» предприняла литературное путешествие по Эстонии со своими литературными произведениями и программными речами. Фридеберт Туглас издавал с сентября 1921 года влиятельный журнал «Tarapita». Он выходил до декабря 1922 года.